# Fiat 2
Fiat 2/2B – samochód osobowy produkowany przez FIAT-a w latach 1910–1920.
Były to samochody technicznie identyczne z modelem Fiat 1, różnica dotyczyła większych silników:
- w modelu 2 - produkowanym w latach 1910–1911 - był to silnik o pojemności 2612 cm3 i mocy 20 KM,
- w modelu 2B - produkowanym w latach 1912–1920 - był to silnik o pojemności 2813 cm3 i mocy 28 KM.

Obie jednostki były czterocylindrowymi silnikami dolnozaworowymi łączącymi w jednej obudowie również sprzęgło i 4-biegową skrzynię biegów. Napęd przenoszony był na tylne koła przez wał napędowy umieszczony w jednej obudowie z mechanizmem różnicowym i stanowiącym tylną oś samochodu.

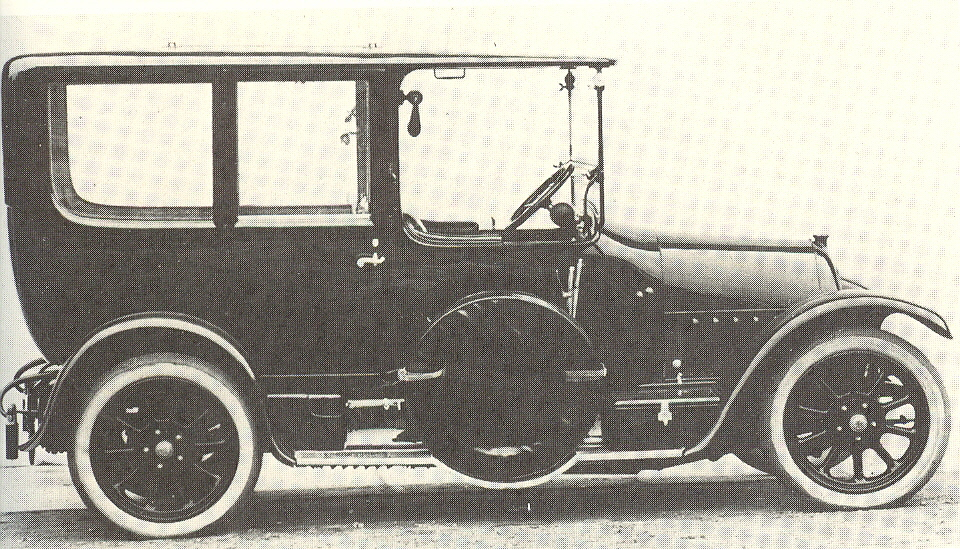
Fiat 2B

W pierwszych dwóch latach produkcji powstało 908 egzemplarzy samochodu Fiat 2. Fiat 2B powstał w liczbie ponad 10 000 egzemplarzy. 
Pomimo zastosowania większego silnika w modelu 2B, osiągi obu odmian były zbliżone. Prędkość maksymalna wynosiła ok. 70 km/h.
Obie wersje powstawały w różnych odmianach nadwozia.
Fiat 2 był pierwszym pojazdem samochodowym, który trafił na wyposażenie włoskiej armii.